# Hyposmocoma palmifera
Hyposmocoma palmifera là một loài bướm đêm thuộc họ Cosmopterigidae. Nó là loài đặc hữu của Oahu và có thể Hawaii. Loài địa phương ở the Pauoa Flats.
Ấu trùng ăn Acacia koa (in branches affected with rust galls), Pteralyxia (in dead twigs), Sophora tomentosa (in old pods), Wikstroemia (from dead wood).